# Ziegfeld Girl
Les Ziegfeld Girls étaient les filles de la troupe des spectacles Ziegfeld Follies de Florenz Ziegfeld inspirés par les Folies Bergère de Paris.
Au cours des années, de nombreuses futures stars firent partie de la troupe telles que Marion Davies, Paulette Goddard, Joan Blondell, Barbara Stanwyck, Billie Dove, Louise Brooks, Nita Naldi, Mae Murray, Bessie Love, Dorothy Mackaill, Barbara Weeks, Claire Dodd, Diana Allen, Iris Adrian ainsi que des femmes devenues célèbres par la suite dans différents domaines telles que Peggy Hopkins Joyce, Helen Gallagher, Anastasia Reilly, et Irene Hayes.
Même si plusieurs stars ont débuté en étant Ziegfeld girls, d'autres se sont vu refuser l'entrée dans la troupe par Florenz Ziegfeld : Norma Shearer (en 1919), Alice Faye (en 1927), Joan Crawford (en 1924), Lucille Ball (en 1931), Eleanor Powell (en 1927), Hedda Hopper (en 1913), et June Havoc (en 1931) ont ainsi été recalées après l'audition par le grand patron de la troupe. 
Le groupe de rock de San Francisco Gosta Berling a écrit une chanson titrée Ziegfeld Girl, évoquant le destin de Jack Pickford et Olive Thomas.

## Galerie de quelquesZiegfeld Girls

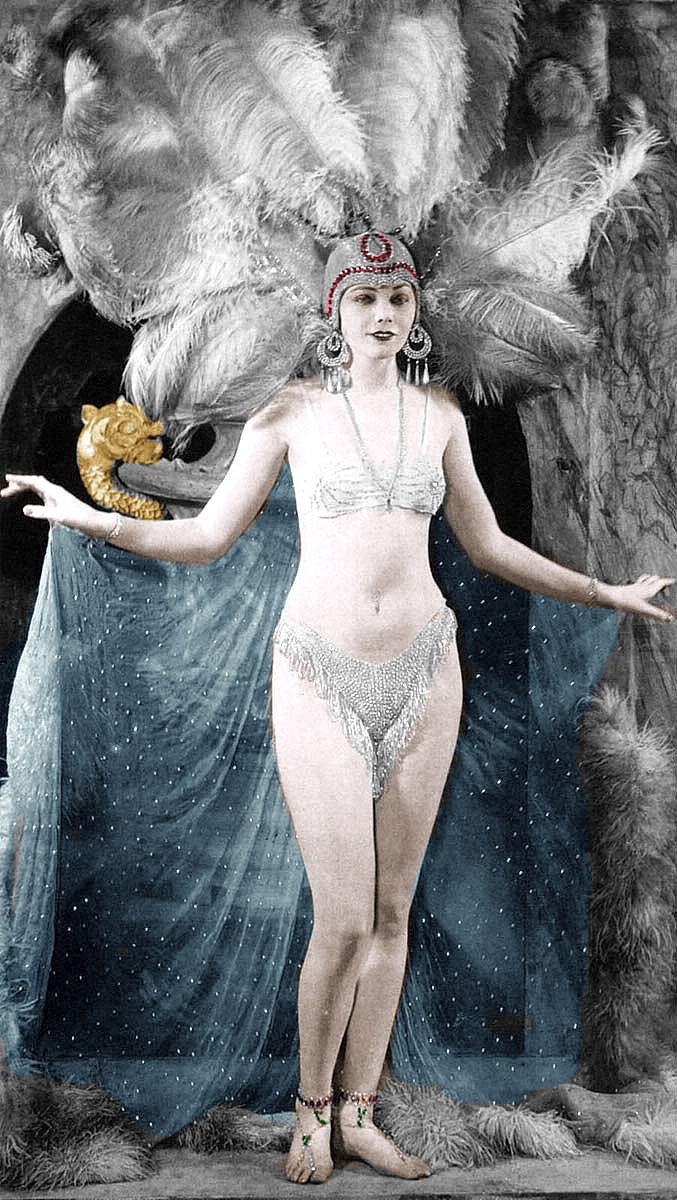
Lilyan Tashman.
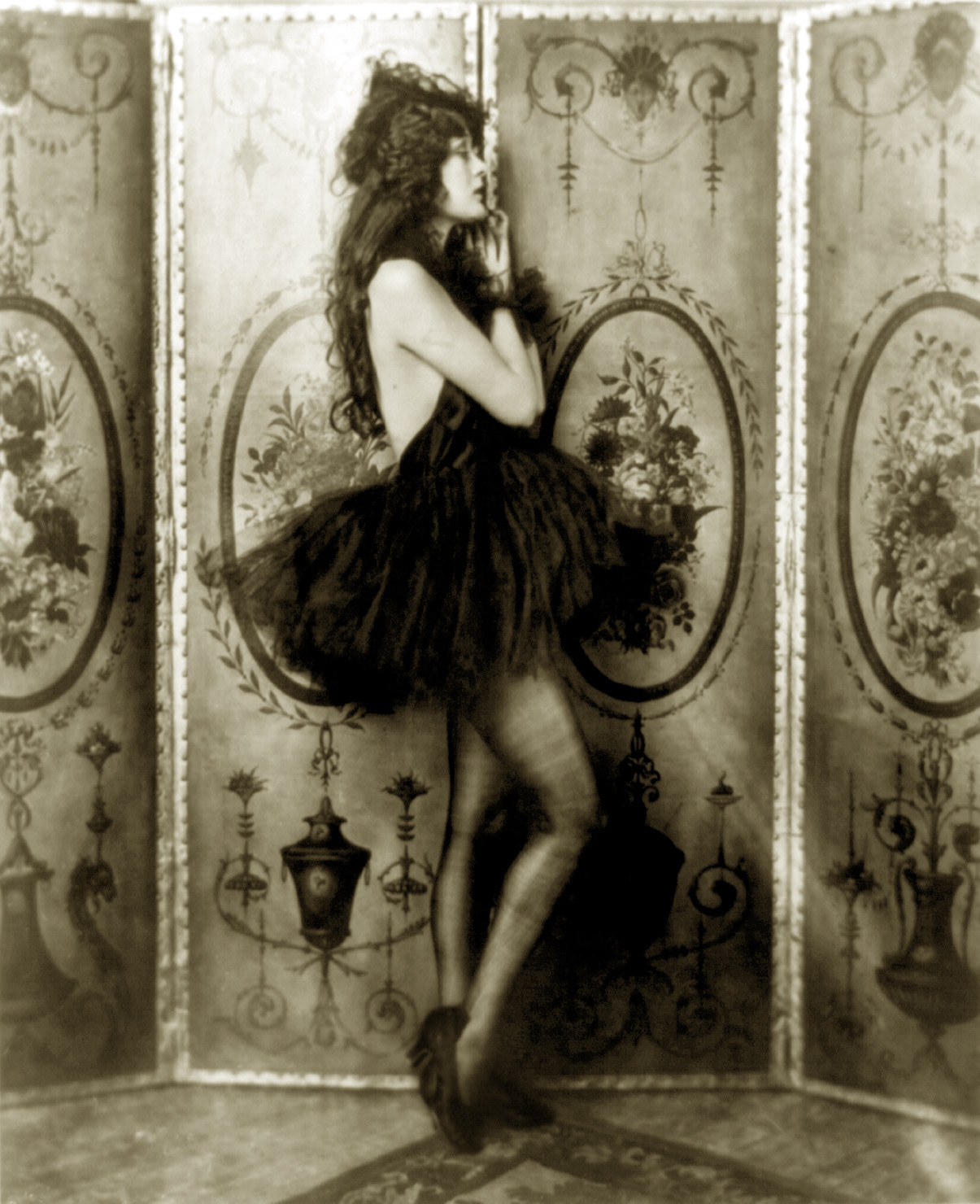
Dolores Costello.
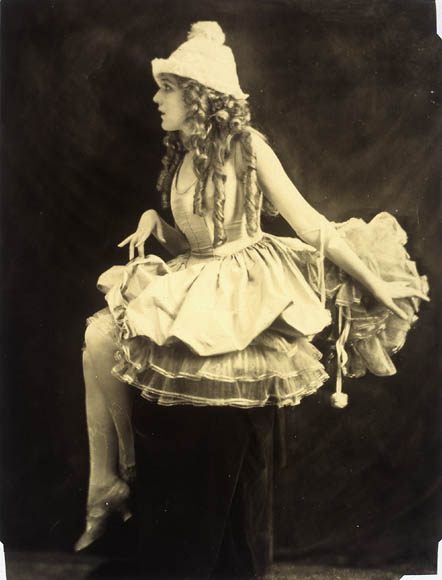
Mary Pickford.
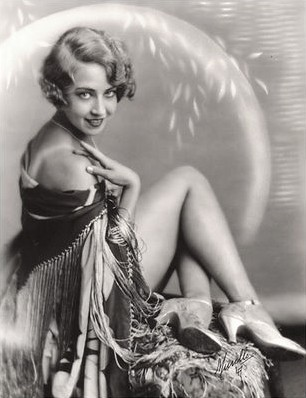
Doris Eaton Travis.
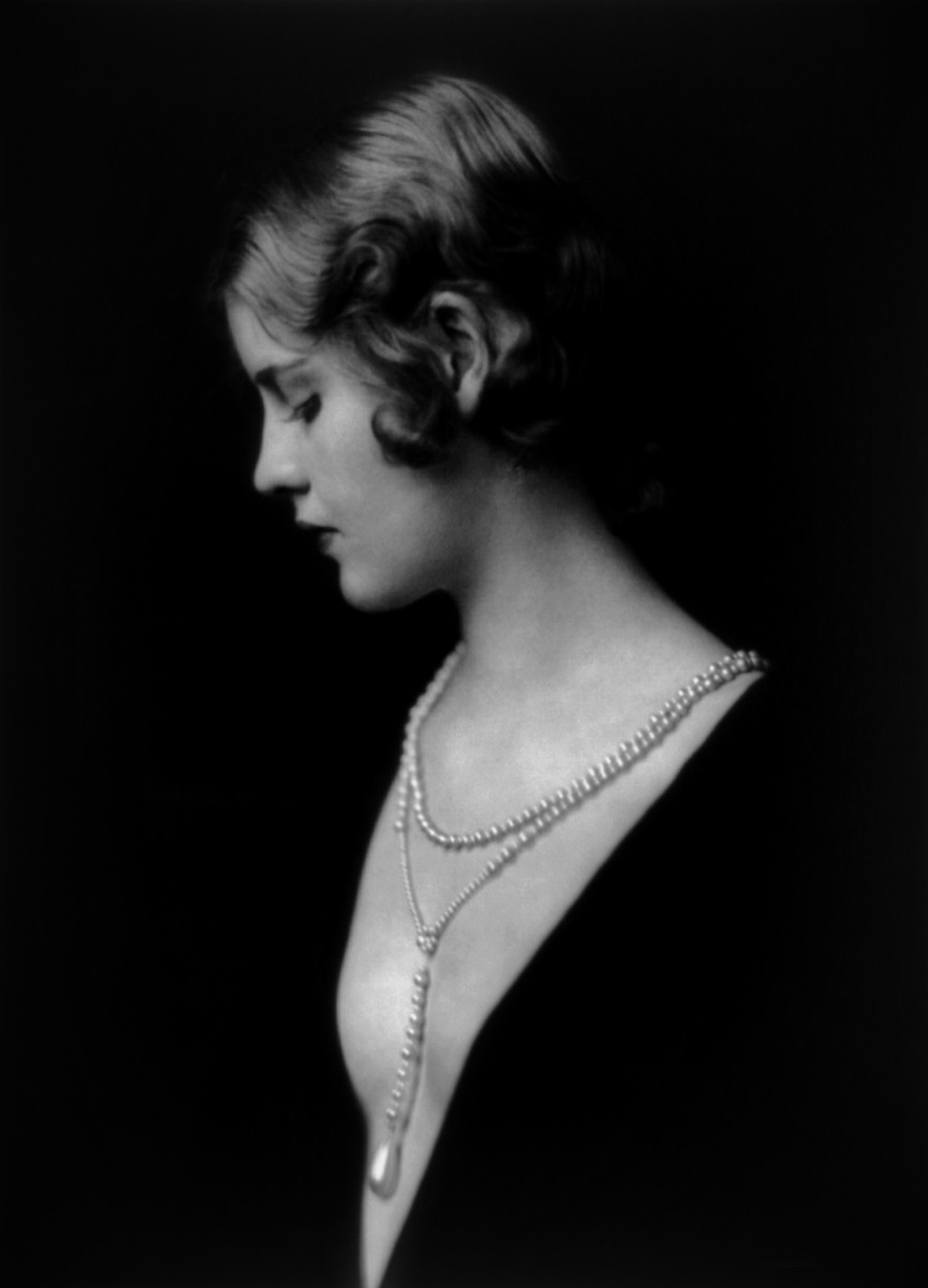
Caja Eric. Photo d'Alfred Cheney Johnston.
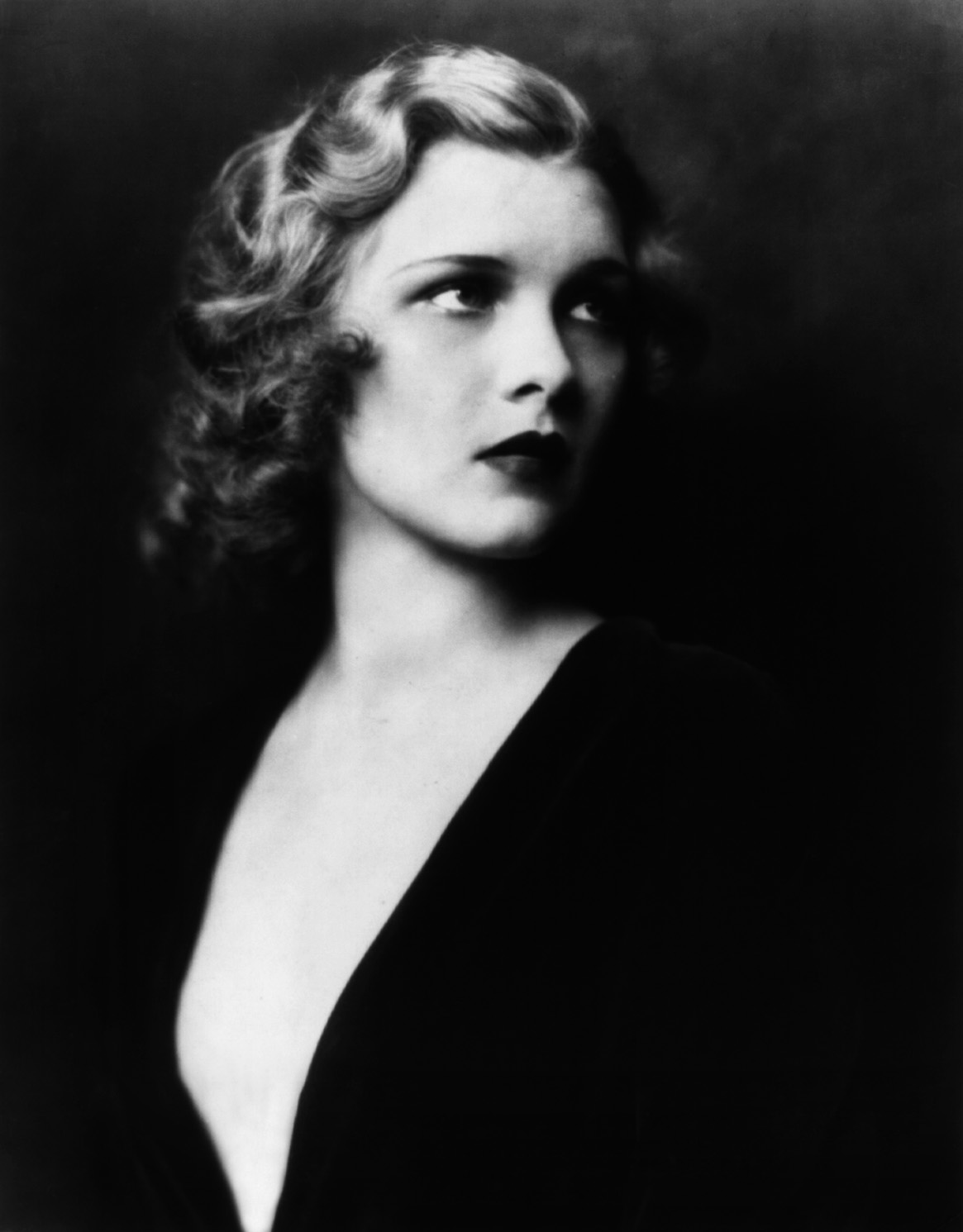
Drucilla Strain. Photo d'Alfred Cheney Johnston.
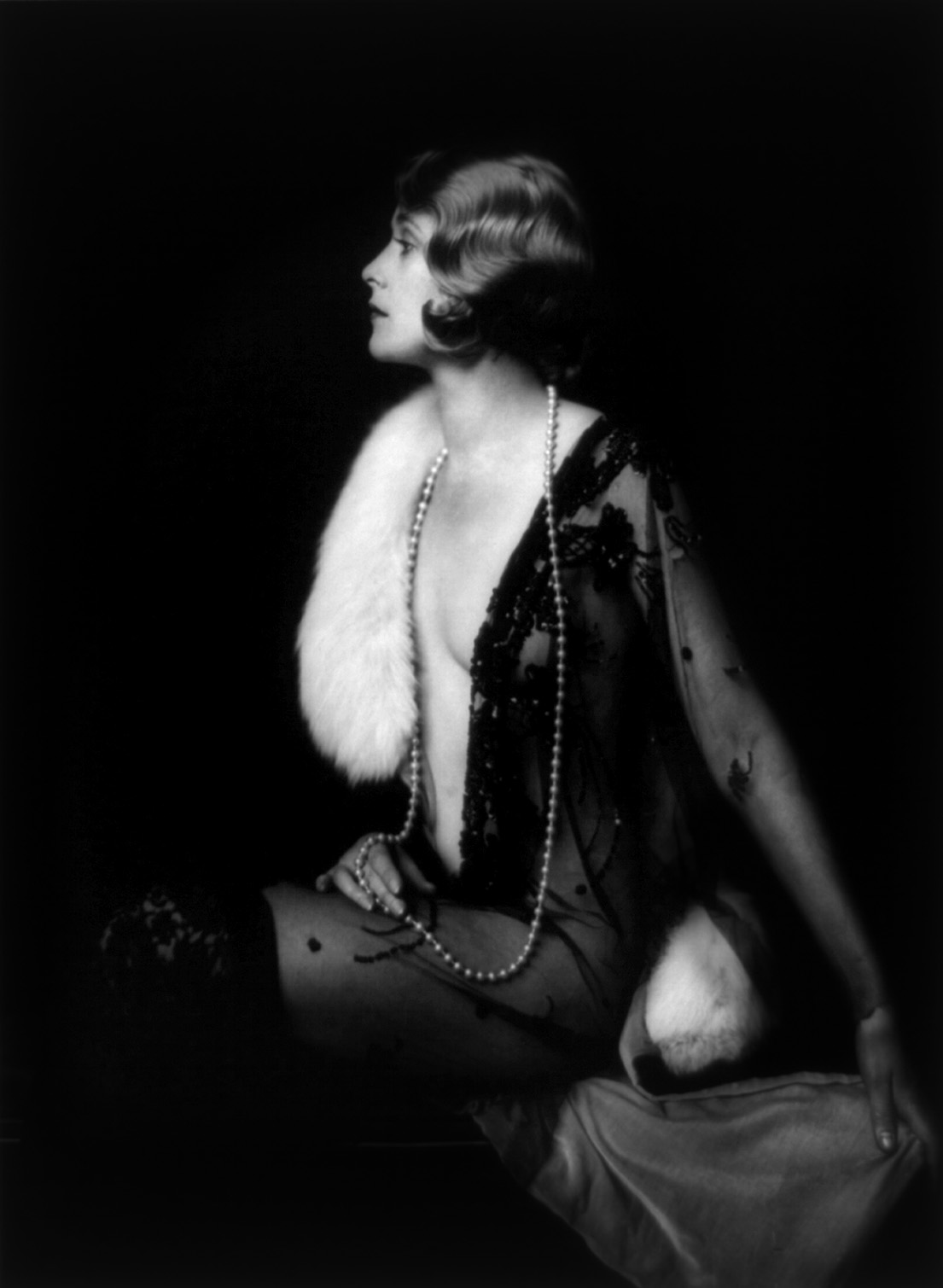
Muriel Finlay. Photo d'Alfred Cheney Johnston.
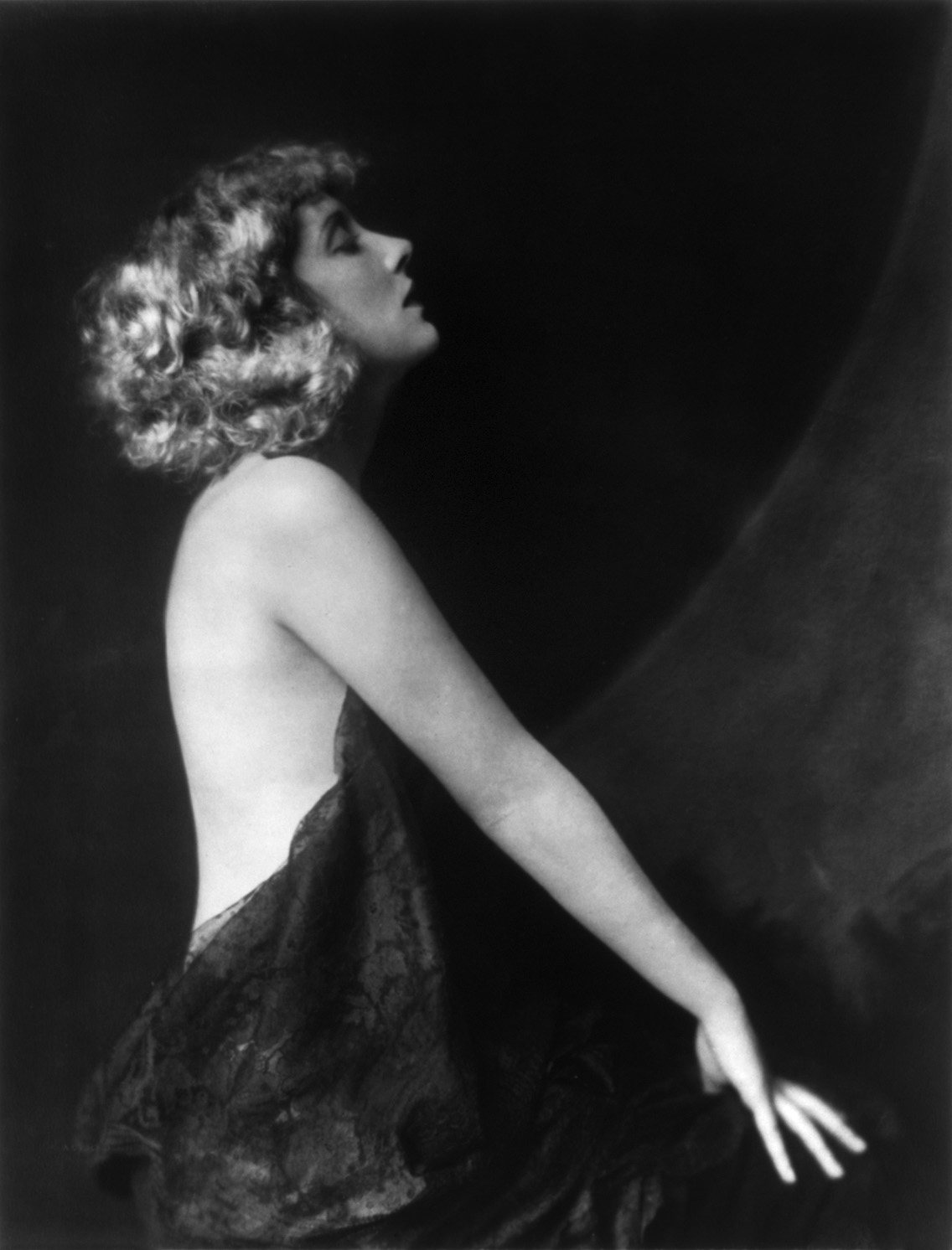
Helen Lee Worthing. Photo d'Alfred Cheney Johnston.
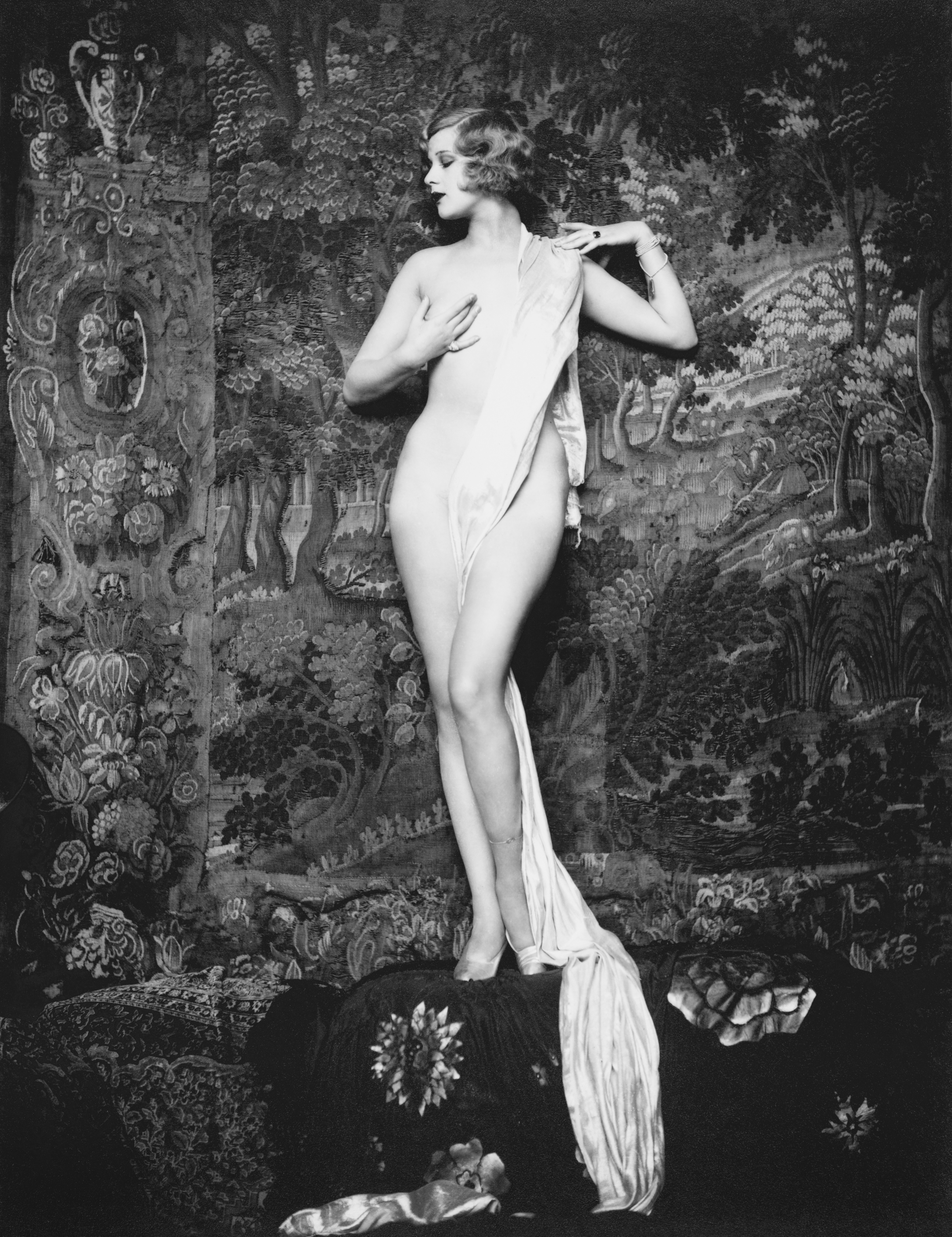
Hazel Forbes. Photo d'Alfred Cheney Johnston.
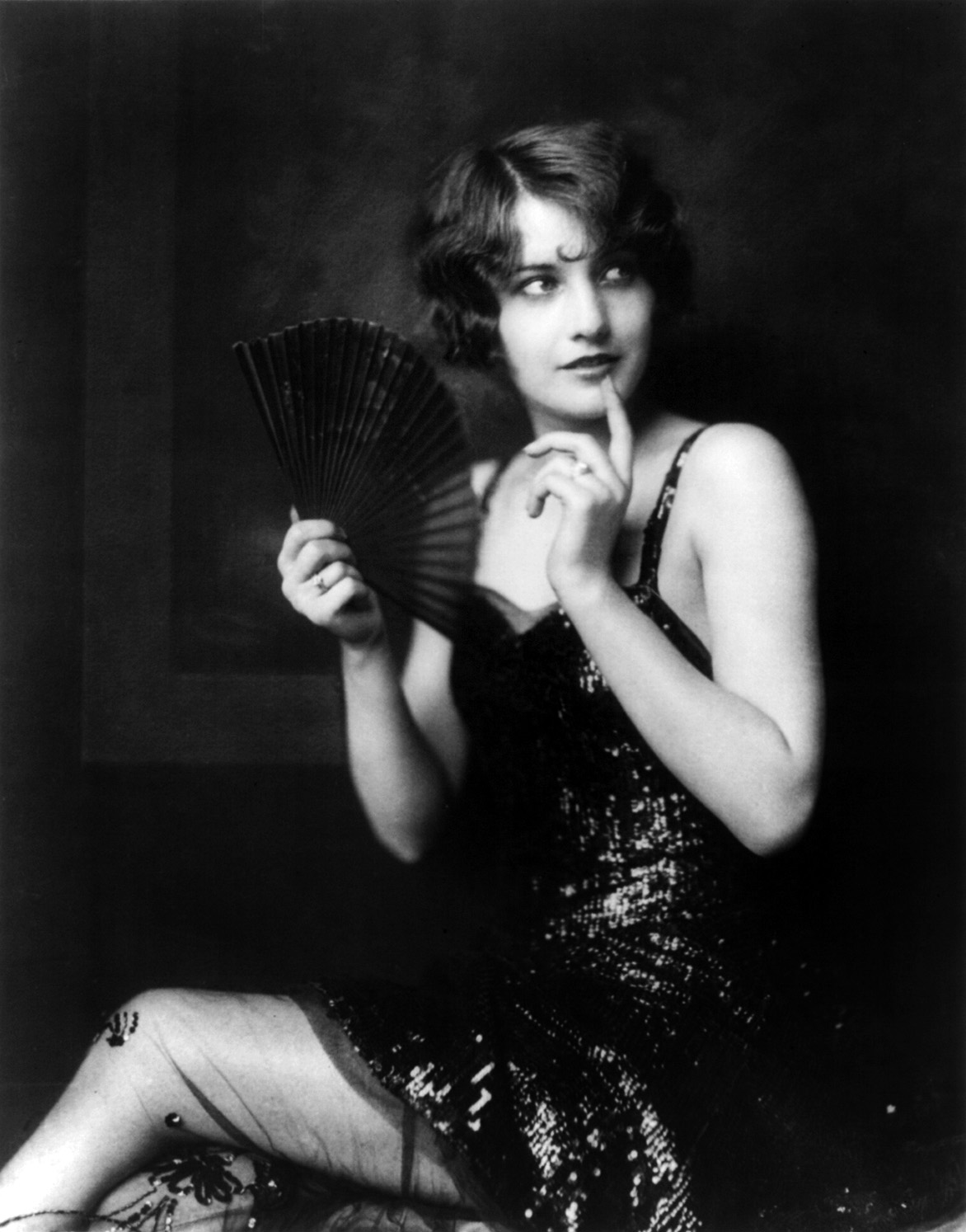
Barbara Stanwyck. Photo d'Alfred Cheney Johnston.
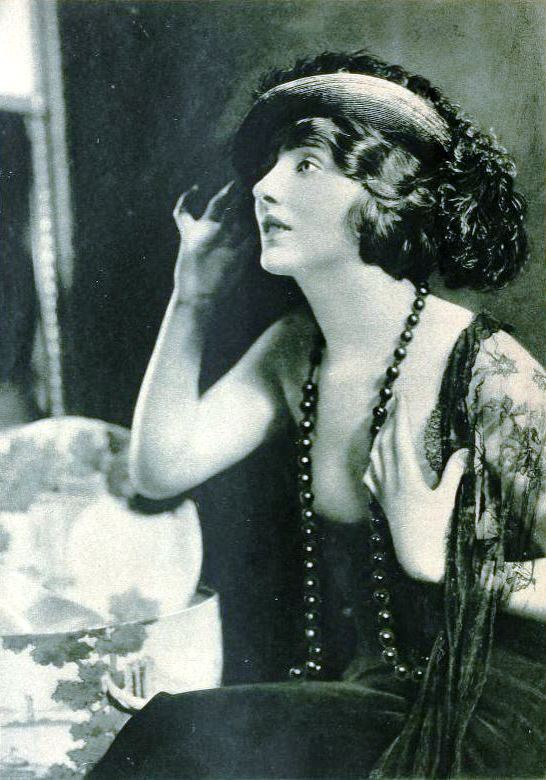
Dorothy Klewer. Photo d'Alfred Cheney Johnston.
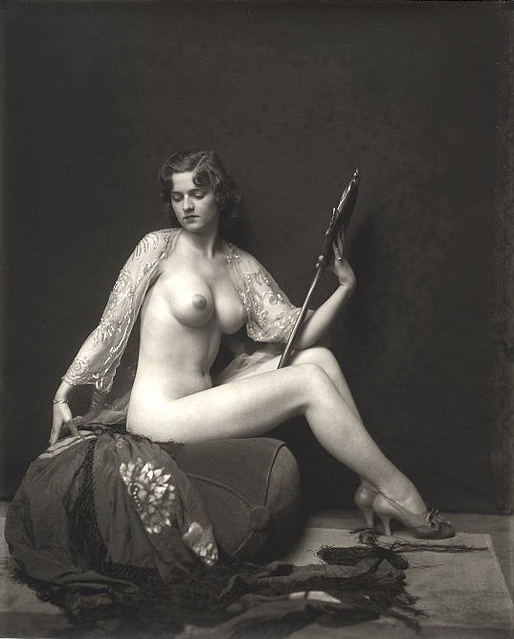
Dorothy Flood. Photo d'Alfred Cheney Johnston.
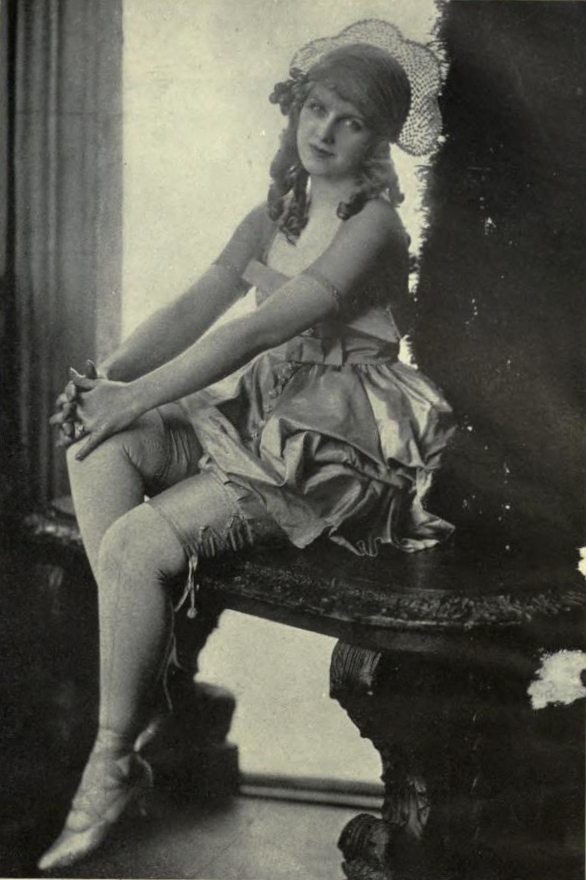
Diana Allen, Theatre Magazine 1918.
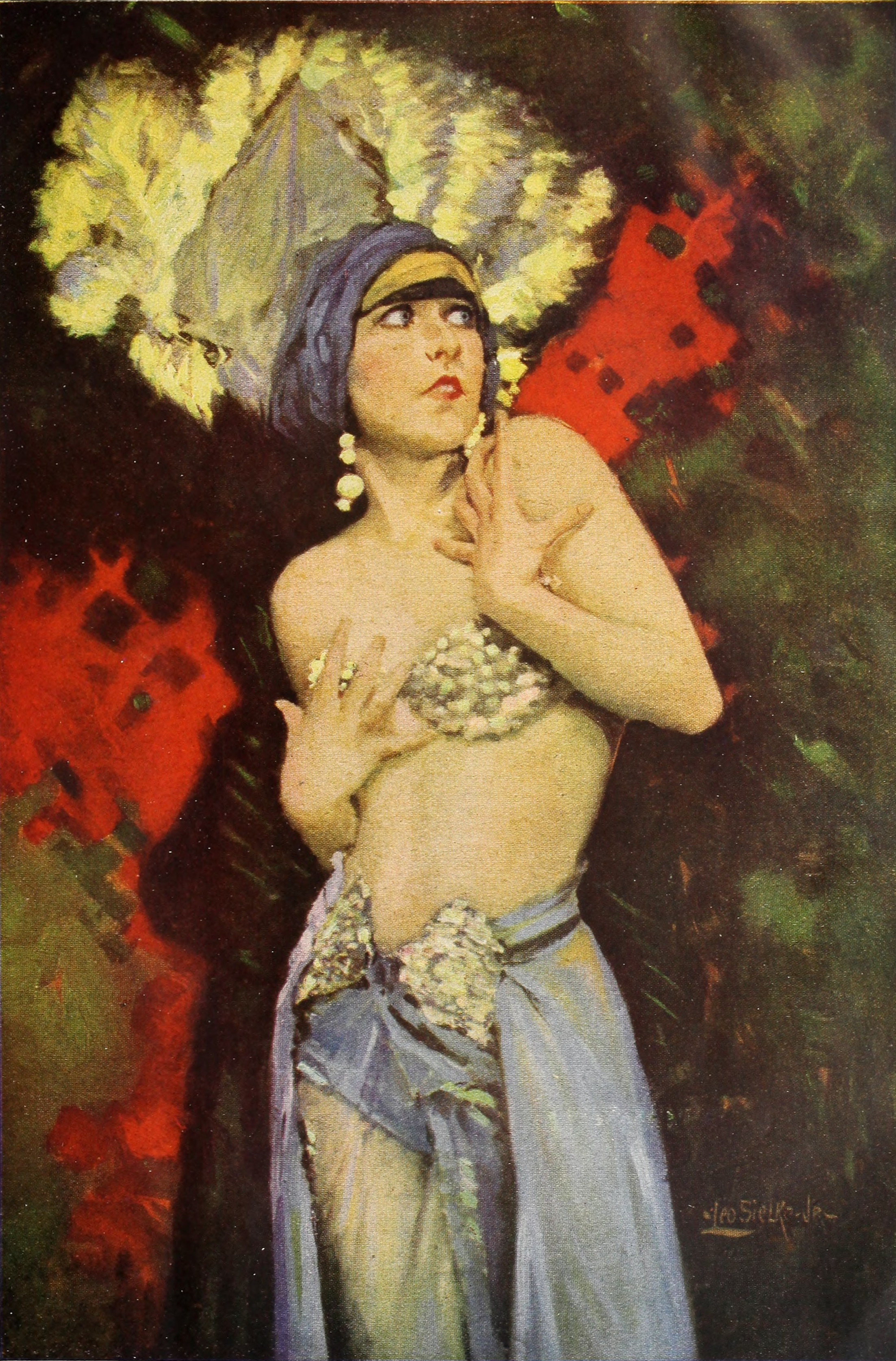
Ernestine Myers, 1920.

## Spectacles
- 1936 : Le Grand Ziegfeld (The Great Ziegfeld) de Robert Z. Leonard
- 1941 : La Danseuse des Folies Ziegfeld (Ziegfeld girl) de Robert Z. Leonard
- 1945 : Ziegfeld Follies de Vincente Minnelli